# Golden, British Columbia
Golden (ktunaxa: ʔaknukǂuk  är en stad i sydöstra British Columbia i Kanada. Invånarantalet uppgick 2011 till 3 701. Golden Airport ligger nära samhället.

### Fotnoter
1. ↑  ”FirstVoices: Nature / Environment - place names: words. Ktunaxa.”. http://www.firstvoices.com/en/Ktunaxa/word-category/1f2fd0f8542dbe9f/--Nature--Environment---place-names. Läst 7 juli 2012.
2. ↑  ”Census Profile” (på engelska). Statistics Canada. 12 mars 2011. http://www12.statcan.gc.ca/census-recensement/2011/dp-pd/prof/details/page.cfm?Lang=E&Geo1=CSD&Code1=5939007&Geo2=PR&Code2=59&Data=Count&SearchText=Golden&SearchType=Begins&SearchPR=01&B1=All&Custom=. Läst 1 februari 2014.